# Fußball-Club Gelsenkirchen-Schalke 04 1982-1983
Questa voce raccoglie le informazioni riguardanti il Fußball-Club Gelsenkirchen-Schalke 04 nelle competizioni ufficiali della stagione 1982-1983.

## Stagione
Nella stagione 1982-1983 il Schalke, allenato da Sigfried Held, Rudi Assauer e Jürgen Sundermann, concluse il campionato di Bundesliga al 16º posto. In Coppa di Germania il Schalke fu eliminato ai quarti di finale dal Colonia.

## Rosa
| N. |                     | Ruolo | Calciatore       |
| -- | ------------------- | ----- | ---------------- |
|    | Germania (bandiera) | P     | Walter Junghans  |
|    | Germania (bandiera) | P     | Norbert Nigbur   |
|    | Germania (bandiera) | P     | Peter Sandhofe   |
|    | Germania (bandiera) | D     | Bernard Dietz    |
|    | Germania (bandiera) | D     | Manfred Drexler  |
|    | Polonia (bandiera)  | D     | Wenanty Fuhl     |
|    | Germania (bandiera) | D     | Winfried Geier   |
|    | Germania (bandiera) | D     | Roman Geszlecht  |
|    | Germania (bandiera) | D     | Thomas Kruse     |
|    | Germania (bandiera) | D     | Mathias Schipper |
|    | Germania (bandiera) | D     | Peter Stichler   |
|    | Germania (bandiera) | D     | Bernd Thiele     |

| N. |                     | Ruolo | Calciatore         |
| -- | ------------------- | ----- | ------------------ |
|    | Germania (bandiera) | C     | Uli Bittcher       |
|    | Germania (bandiera) | C     | Theo Bücker        |
|    | Germania (bandiera) | C     | Hubert Clute-Simon |
|    | Germania (bandiera) | C     | Werner Lorant      |
|    | Germania (bandiera) | C     | Michael Opitz      |
|    | Germania (bandiera) | C     | Thomas Opitz       |
|    | Germania (bandiera) | A     | Hans-Joachim Abel  |
|    | Germania (bandiera) | A     | Volker Abramczik   |
|    | Germania (bandiera) | A     | Norbert Janzon     |
|    | Turchia (bandiera)  | A     | İlyas Tüfekçi      |
|    | Germania (bandiera) | A     | Joachim Wieczorek  |
|    | Germania (bandiera) | A     | Wolfram Wuttke     |

## Organigramma societario
Area tecnica
- Allenatore: Jürgen Sundermann
- Allenatore in seconda:
- Preparatore dei portieri:
- Preparatori atletici:

## Calciomercato

### Sessione estiva
| Acquisti | Acquisti           | Acquisti              | Acquisti |
| R.       | Nome               | da                    | Modalità |
| -------- | ------------------ | --------------------- | -------- |
| P        | Walter Junghans    | Bayern Monaco         |          |
| A        | Hans-Joachim Abel  | Bochum                |          |
| C        | Hubert Clute-Simon | Alemannia Aquisgrana  |          |
| D        | Bernard Dietz      | Duisburg              |          |
| D        | Wenanty Fuhl       | Szombierki Bytom      |          |
| D        | Roman Geszlecht    | Zagłębie Sosnowiec    |          |
| C        | Thomas Opitz       | Schalke 04 (juniores) |          |
| D        | Mathias Schipper   | Alemannia Aquisgrana  |          |
| A        | Joachim Wieczorek  | Szombierki Bytom      |          |

| Cessioni | Cessioni        | Cessioni        | Cessioni |
| R.       | Nome            | a               | Modalità |
| -------- | --------------- | --------------- | -------- |
| A        | Norbert Elgert  | Osnabrück       |          |
| D        | Thomas Siewert  | Wattenscheid 09 |          |
| A        | Detlev Szymanek | RW Oberhausen   |          |
| C        | Ludger Winkel   | Wattenscheid 09 |          |

### Sessione invernale
| Acquisti | Acquisti       | Acquisti              | Acquisti |
| R.       | Nome           | da                    | Modalità |
| -------- | -------------- | --------------------- | -------- |
| C        | Werner Lorant  | Eintracht Francoforte |          |
| A        | Wolfram Wuttke | Borussia M'gladbach   |          |

| Cessioni | Cessioni      | Cessioni             | Cessioni |
| R.       | Nome          | a                    | Modalità |
| -------- | ------------- | -------------------- | -------- |
| C        | Harald Kügler | Alemannia Aquisgrana |          |

## Risultati

### Bundesliga

#### Girone di andata
| Arbitro: | Messmer |

|                  |           |                                               |
| Tüfekçi 63’, 65’ | Marcatori | 34’ Matthäus 50’ Pinkall 54’ Wuttke 83’ Bruns |

| Arbitro: | Engel |

|                       |           |             |
| Kempe 9’ Reichert 23’ | Marcatori | 62’ Tüfekçi |

| Arbitro: | Ermer |

|                             |           |  |
| Clute-Simon 36’ Tüfekçi 52’ | Marcatori |  |

| Arbitro: | Neuner |

|                         |           |                 |
| Engels 6’ Hönerbach 37’ | Marcatori | 21’ Clute-Simon |

| Gelsenkirchen 11 settembre 1982, ore 15:30 CEST 5ª giornata | Schalke 04 | 0 – 0 referto | Kaiserslautern | Parkstadion (25 000 spett.)\| Arbitro: \| Tritschler \| |
| Arbitro:                                                    | Tritschler |               |                |                                                         |

| Arbitro: | Niebergall |

|                        |           |  |
| Rüssmann 24’ Loose 28’ | Marcatori |  |

| Arbitro: | Schmidhuber |

|             |           |             |
| Zavišić 14’ | Marcatori | 66’ Drexler |

| Arbitro: | Retzmann |

|  |           |               |
|  | Marcatori | 10’ Reinhardt |

| Arbitro: | Walz |

|                                                    |           |  |
| Siegmann 64’ Neubarth 75’ Okudera 81’ Möhlmann 86’ | Marcatori |  |

| Arbitro: | Osmers |

|                                        |           |                                    |
| Dietz 9’ Bittcher 15’ Theis 59’ (aut.) | Marcatori | 24’ Zewe 71’ Bommer 89’ Eðvaldsson |

| Arbitro: | Dellwing |

|                          |           |                        |
| Hofeditz 22’ Hagmayr 88’ | Marcatori | 10’ Tüfekçi 76’ Bücker |

| Arbitro: | Hontheim |

|                      |           |  |
| Abel 51’ Drexler 90’ | Marcatori |  |

| Arbitro: | Brehm |

|                                |           |                         |
| Lienen 23’ Rautiainen 41’, 52’ | Marcatori | 65’ Schipper 84’ Janzon |

| Arbitro: | Horeis |

|                                  |           |                        |
| Abel 12’, 30’ (rig.) Drexler 45’ | Marcatori | 1’ Borchers 15’ Körbel |

| Arbitro: | Brückner |

|                      |           |          |
| Patzke 56’ Knüwe 90’ | Marcatori | 68’ Abel |

| Arbitro: | Theobald |

|                      |           |                        |
| Nachtweih 72’ (aut.) | Marcatori | 15’ Breitner 59’ Kraus |

| Arbitro: | Ermer |

|                                                                      |           |                 |
| Magath 4’ Hrubesch 26’, 78’ Wehmeyer 57’ Milewski 72’ von Heesen 74’ | Marcatori | 30’, 82’ Wuttke |

#### Girone di ritorno
| Mönchengladbach 22 gennaio 1983, ore 15:30 CET 18ª giornata | Borussia M'gladbach | 0 – 0 referto | Schalke 04 | Bökelbergstadion (21 000 spett.)\| Arbitro: \| Klauser \| |
| Arbitro:                                                    | Klauser             |               |            |                                                           |

| Arbitro: | Umbach |

|            |           |                                      |
| Janzon 88’ | Marcatori | 43’ Reichert 52’ Niedermayer 86’ Six |

| Arbitro: | Redelfs |

|                    |           |                         |
| Stöhr 47’ Beck 90’ | Marcatori | 9’ Wuttke 49’, 69’ Abel |

| Arbitro: | Schmidhuber |

|           |           |                                                      |
| Dietz 59’ | Marcatori | 5’ Fischer 16’ Steiner 71’ Littbarski 77’ Zimmermann |

| Arbitro: | Heitmann |

|                         |           |  |
| Hübner 80’ Kitzmann 88’ | Marcatori |  |

| Arbitro: | Eschweiler |

|           |           |                    |
| Dietz 48’ | Marcatori | 63’, 81’ Abramczik |

| Arbitro: | Engel |

|                                 |           |                                |
| Bittcher 44’ Abel 65’ Opitz 79’ | Marcatori | 21’, 67’ Herbst 63’ Merkhoffer |

| Arbitro: | Messmer |

|                                         |           |                       |
| Weyerich 33’ (rig.) Dreßel 39’ Heck 76’ | Marcatori | 27’ Geier 61’ Tüfekçi |

| Arbitro: | Niebergall |

|  |           |                       |
|  | Marcatori | 12’ Gruber 37’ Völler |

| Arbitro: | Neuner |

|                            |           |              |
| Bommer 32’, 90’ Dusend 43’ | Marcatori | 31’ Bittcher |

| Arbitro: | Roth |

|             |           |  |
| Tüfekçi 16’ | Marcatori |  |

| Arbitro: | Schmidhuber |

|                               |           |          |
| Posner 11’ Röber 73’ Waas 84’ | Marcatori | 69’ Abel |

| Arbitro: | Klauser |

|                                              |           |  |
| Abramczik 18’ Wuttke 28’, 40’, 61’ Dietz 90’ | Marcatori |  |

| Arbitro: | Föckler |

|                                 |           |                       |
| Pezzey 52’ Kaczor 60’ Kroth 71’ | Marcatori | 41’ Opitz 90’ Tüfekçi |

| Arbitro: | Assenmacher |

|                    |           |  |
| Abel 57’ Opitz 90’ | Marcatori |  |

| Arbitro: | Niebergall |

|  |           |             |
|  | Marcatori | 65’ Drexler |

| Arbitro: | Dellwing |

|            |           |                        |
| Wuttke 44’ | Marcatori | 38’ Hrubesch 52’ Rolff |

### Spareggio promozione-retrocessione
| Arbitro: | Schmidhuber |

|                            |           |             |
| Feilzer 7’, 39’ Herget 44’ | Marcatori | 77’ Drexler |

| Arbitro: | Neuner |

|             |           |                 |
| Drexler 63’ | Marcatori | 83’ Schuhmacher |

### Coppa di Germania
| Arbitro: | Kautschor |

|              |           |  |
| Bittcher 84’ | Marcatori |  |

| Arbitro: | Huster |

|                                         |           |                                                                             |
| Otto 59’ Klasen 84’ Stichler 97’ (aut.) | Marcatori | 19’, 113’ Schipper 23’ Clute-Simon 106’ (aut.) Orf 107’ Janzon 117’ Tüfekçi |

| Arbitro: | Föckler |

|                            |           |                             |
| Dietz 64’ Abel 113’ (rig.) | Marcatori | 83’ Grillemeier 109’ Lienen |

| Arbitro: | Assenmacher |

|  |           |          |
|  | Marcatori | 68’ Abel |

| Arbitro: | Brehm |

|                                                |           |  |
| Fischer 5’, 18’, 47’ Engels 36’ Zimmermann 62’ | Marcatori |  |

## Statistiche

### Statistiche di squadra
| Competizione      | Punti | In casa | In casa | In casa | In casa | In casa | In casa | In trasferta | In trasferta | In trasferta | In trasferta | In trasferta | In trasferta | Totale | Totale | Totale | Totale | Totale | Totale | DR  |
| Competizione      | Punti | G       | V       | N       | P       | Gf      | Gs      | G            | V            | N            | P            | Gf           | Gs           | G      | V      | N      | P      | Gf     | Gs     | DR  |
| ----------------- | ----- | ------- | ------- | ------- | ------- | ------- | ------- | ------------ | ------------ | ------------ | ------------ | ------------ | ------------ | ------ | ------ | ------ | ------ | ------ | ------ | --- |
| Bundesliga        | 22    | 17      | 6       | 3       | 8       | 28      | 28      | 17           | 2            | 3            | 12           | 20           | 40           | 34     | 8      | 6      | 20     | 48     | 68     | -20 |
| Coppa di Germania | -     | 2       | 1       | 1       | 0       | 3       | 2       | 3            | 2            | 0            | 1            | 7            | 8            | 5      | 3      | 1      | 1      | 10     | 10     | 0   |
| Totale            | 22    | 19      | 7       | 4       | 8       | 31      | 30      | 20           | 4            | 3            | 13           | 27           | 48           | 39     | 11     | 7      | 21     | 58     | 78     | -20 |

### Andamento in campionato
| Giornata  | 1  | 2  | 3  | 4  | 5  | 6  | 7  | 8  | 9  | 10 | 11 | 12 | 13 | 14 | 15 | 16 | 17 | 18 | 19 | 20 | 21 | 22 | 23 | 24 | 25 | 26 | 27 | 28 | 29 | 30 | 31 | 32 | 33 | 34 |
| --------- | -- | -- | -- | -- | -- | -- | -- | -- | -- | -- | -- | -- | -- | -- | -- | -- | -- | -- | -- | -- | -- | -- | -- | -- | -- | -- | -- | -- | -- | -- | -- | -- | -- | -- |
| Luogo     | C  | T  | C  | T  | C  | T  | T  | C  | T  | C  | T  | C  | T  | C  | T  | C  | T  | T  | C  | T  | C  | T  | C  | C  | T  | C  | T  | C  | T  | C  | T  | C  | T  | C  |
| Risultato | P  | P  | V  | P  | N  | P  | N  | P  | P  | N  | N  | V  | P  | V  | P  | P  | P  | N  | P  | V  | P  | P  | P  | N  | P  | P  | P  | V  | P  | V  | P  | V  | V  | P  |
| Posizione | 17 | 16 | 11 | 14 | 13 | 15 | 14 | 15 | 16 | 16 | 17 | 14 | 16 | 12 | 17 | 17 | 17 | 18 | 18 | 16 | 17 | 17 | 17 | 17 | 17 | 17 | 18 | 17 | 18 | 17 | 18 | 16 | 16 | 16 |

Legenda:

Luogo: C = Casa; T = Trasferta. Risultato: V = Vittoria; N = Pareggio; P = Sconfitta.

### Statistiche dei giocatori
| Giocatore      | Bundesliga | Bundesliga | Bundesliga  | Bundesliga | Relegation Bundesliga | Relegation Bundesliga | Relegation Bundesliga | Relegation Bundesliga | Coppa di Germania | Coppa di Germania | Coppa di Germania | Coppa di Germania | Totale   | Totale | Totale      | Totale     |
| Giocatore      | Presenze   | Reti       | Ammonizioni | Espulsioni | Presenze              | Reti                  | Ammonizioni           | Espulsioni            | Presenze          | Reti              | Ammonizioni       | Espulsioni        | Presenze | Reti   | Ammonizioni | Espulsioni |
| -------------- | ---------- | ---------- | ----------- | ---------- | --------------------- | --------------------- | --------------------- | --------------------- | ----------------- | ----------------- | ----------------- | ----------------- | -------- | ------ | ----------- | ---------- |
| H. Abel        | 33         | 9          | 3           | 0          | 2                     | 0                     | 0                     | 0                     | 4                 | 2                 | 1                 | 0                 | 39       | 11     | 4           | 0          |
| V. Abramczik   | 3          | 1          | 0           | 0          | 1                     | 0                     | 0                     | 0                     | 0                 | 0                 | 0                 | 0                 | 4        | 1      | 0           | 0          |
| U. Bittcher    | 31         | 3          | 1           | 0          | 2                     | 0                     | 0                     | 0                     | 5                 | 1                 | 1                 | 0                 | 38       | 4      | 2           | 0          |
| T. Bücker      | 20         | 1          | 3           | 0          | 2                     | 0                     | 0                     | 0                     | 4                 | 0                 | 0                 | 0                 | 26       | 1      | 3           | 0          |
| H. Clute-Simon | 20         | 2          | 0           | 0          | 0                     | 0                     | 0                     | 0                     | 4                 | 1                 | 0                 | 0                 | 24       | 3      | 0           | 0          |
| B. Dietz       | 34         | 4          | 0           | 0          | 2                     | 0                     | 0                     | 0                     | 5                 | 1                 | 0                 | 0                 | 41       | 5      | 0           | 0          |
| M. Drexler     | 31         | 4          | 4           | 1          | 2                     | 2                     | 0                     | 0                     | 4                 | 0                 | 0                 | 0                 | 37       | 6      | 4           | 1          |
| W. Fuhl        | 0          | 0          | 0           | 0          | 0                     | 0                     | 0                     | 0                     | 0                 | 0                 | 0                 | 0                 | 0        | 0      | 0           | 0          |
| W. Geier       | 24         | 1          | 5           | 0          | 0                     | 0                     | 0                     | 0                     | 4                 | 0                 | 0                 | 0                 | 28       | 1      | 5           | 0          |
| R. Geszlecht   | 0          | 0          | 0           | 0          | 0                     | 0                     | 0                     | 0                     | 0                 | 0                 | 0                 | 0                 | 0        | 0      | 0           | 0          |
| N. Janzon      | 21         | 2          | 0           | 0          | 1                     | 0                     | 0                     | 0                     | 2                 | 1                 | 0                 | 0                 | 24       | 3      | 0           | 0          |
| W. Junghans    | 23         | 0          | 0           | 0          | 2                     | 0                     | 0                     | 0                     | 3                 | 0                 | 0                 | 0                 | 28       | 0      | 0           | 0          |
| T. Kruse       | 22         | 0          | 3           | 0          | 1                     | 0                     | 1                     | 0                     | 3                 | 0                 | 0                 | 0                 | 26       | 0      | 4           | 0          |
| H. Kügler      | 5          | 0          | 0           | 0          | 0                     | 0                     | 0                     | 0                     | 0                 | 0                 | 0                 | 0                 | 5        | 0      | 0           | 0          |
| W. Lorant      | 18         | 0          | 5           | 0          | 2                     | 0                     | 1                     | 0                     | 3                 | 0                 | 1                 | 0                 | 23       | 0      | 7           | 0          |
| N. Nigbur      | 11         | 0          | 1           | 0          | 0                     | 0                     | 0                     | 0                     | 2                 | 0                 | 0                 | 0                 | 13       | 0      | 1           | 0          |
| M. Opitz       | 32         | 3          | 4           | 0          | 2                     | 0                     | 0                     | 0                     | 5                 | 0                 | 0                 | 0                 | 39       | 3      | 4           | 0          |
| T. Opitz       | 0          | 0          | 0           | 0          | 0                     | 0                     | 0                     | 0                     | 0                 | 0                 | 0                 | 0                 | 0        | 0      | 0           | 0          |
| P. Sandhofe    | 0          | 0          | 0           | 0          | 0                     | 0                     | 0                     | 0                     | 0                 | 0                 | 0                 | 0                 | 0        | 0      | 0           | 0          |
| M. Schipper    | 33         | 1          | 5           | 0          | 2                     | 0                     | 0                     | 0                     | 5                 | 2                 | 1                 | 0                 | 40       | 3      | 6           | 0          |
| P. Stichler    | 10         | 0          | 3           | 0          | 0                     | 0                     | 0                     | 0                     | 2                 | 0                 | 0                 | 0                 | 12       | 0      | 3           | 0          |
| B. Thiele      | 0          | 0          | 0           | 0          | 0                     | 0                     | 0                     | 0                     | 0                 | 0                 | 0                 | 0                 | 0        | 0      | 0           | 0          |
| İ. Tüfekçi     | 32         | 8          | 2           | 0          | 2                     | 0                     | 0                     | 0                     | 4                 | 1                 | 0                 | 0                 | 38       | 9      | 2           | 0          |
| J. Wieczorek   | 0          | 0          | 0           | 0          | 0                     | 0                     | 0                     | 0                     | 0                 | 0                 | 0                 | 0                 | 0        | 0      | 0           | 0          |
| W. Wuttke      | 16         | 7          | 2           | 0          | 2                     | 0                     | 1                     | 0                     | 3                 | 0                 | 0                 | 0                 | 21       | 7      | 3           | 0          |